# Faustkeil von Wallerfangen

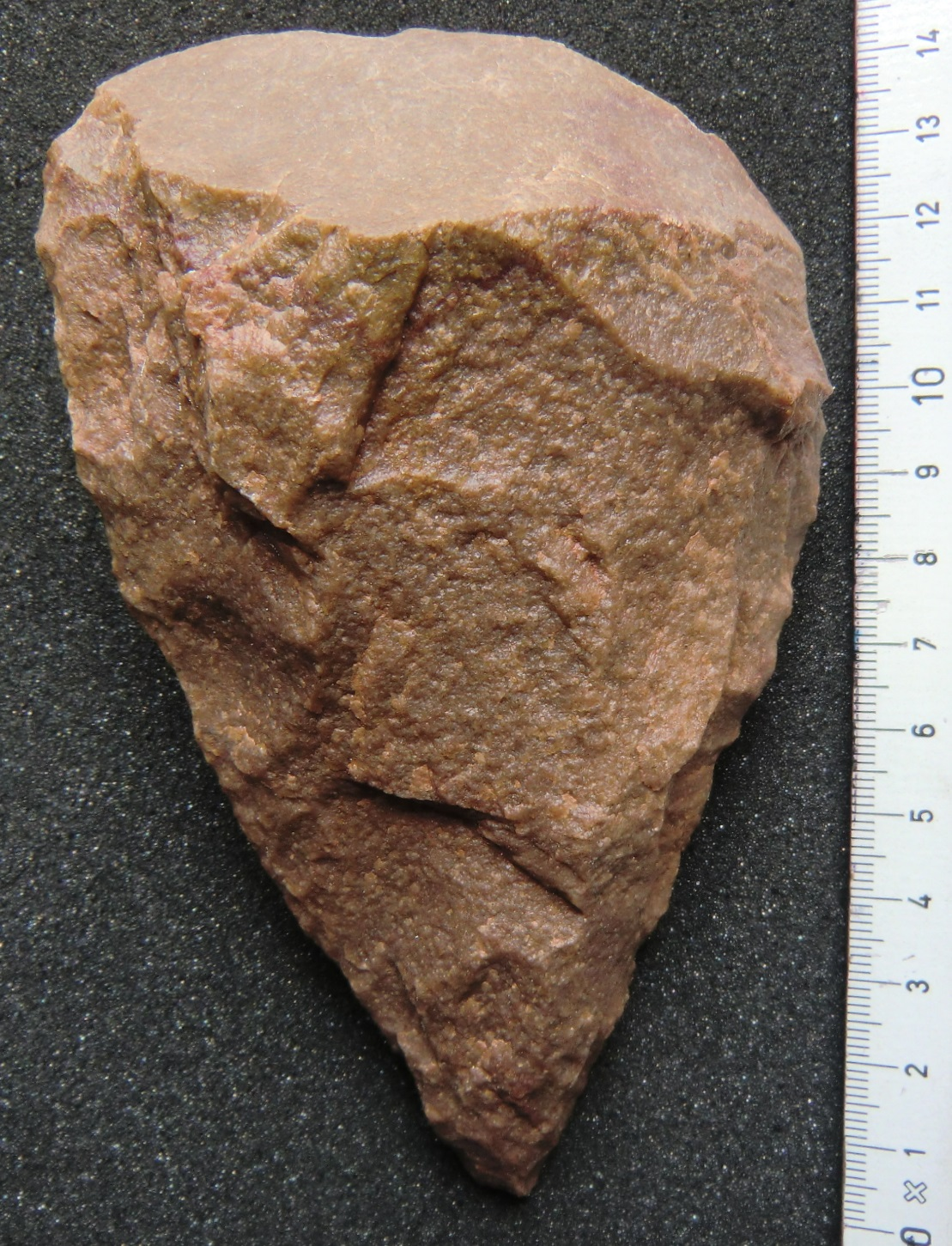
Faustkeil von Wallerfangen

Der altsteinzeitliche Faustkeil von Wallerfangen ist einer der ältesten Belege zur Siedlungsgeschichte der Gemeinde Wallerfangen und des Saargaus. Er ist einer von lediglich vier vollständig geborgenen Faustkeilen im Saarland, wobei nur noch ein weiteres Stück ebenfalls aus Geröll-Quarzit gefertigt ist.

## Fundgeschichte
Das Steinwerkzeug wurde 2018 von einem achtjährigen Mädchen auf dem Flurstück „Harras“ der Gemeinde Wallerfangen im Aushub eines neu errichteten Straßenschildes gefunden. Nach der ersten Begutachtung eines regionalen Experten wurde der Fund dem Landesdenkmalamt Saarland gemeldet und übergeben. Der Faustkeil wird nach abgeschlossener Auswertung in der Dauerausstellung des Historischen Museums Wallerfangen in der Abteilung Römer, Kelten, Steinzeit gezeigt werden.

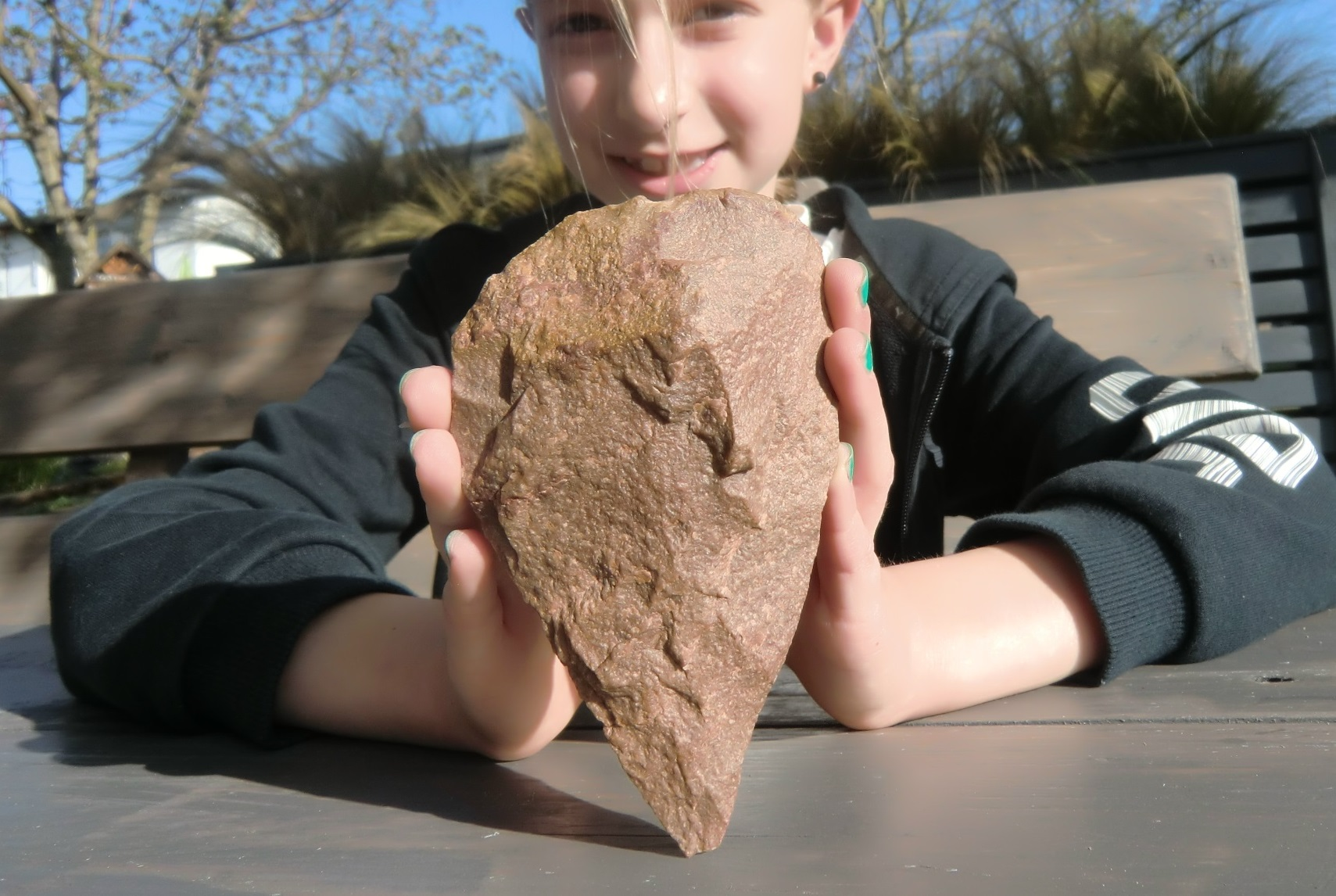
Faustkeil von Wallerfangen in den Händen der Finderin (2018)

## Beschreibung
Der Faustkeil besteht aus leicht rötlichem devonischen Quarzit, der in den Flussgeröllen der nahe gelegenen Saar vorkommt. Er ist ca. 139 mm lang, 82 mm breit und an der dicksten Stelle etwa 42 mm stark. Da die Spitze minimal abgebrochen ist, kann von einer ursprünglichen Länge von ca. 145 mm ausgegangen werden. Das steinzeitliche Werkzeug hat eine Masse von 387 Gramm.

## Zuordnung
Der Faustkeil von Wallerfangen ist das zweite vollständig geborgene Exemplar aus Quarzit im Saarland. Das andere Exemplar ist der 1995 gefundene Faustkeil von Hüttersdorf. Er wird dem Mittelpaläolithikum, also dem mittleren Abschnitt der Altsteinzeit zugeordnet und fällt somit in das mittlere bis junge Pleistozän, was einem Alter von etwa 80.000 bis 150.000 Jahren entspricht. Zu dieser Zeit lebte der Neandertaler in Mitteleuropa. Von der Bearbeitungstechnik dieses sogenannten Kerngerätes ausgehend spricht man auch von der Kulturstufe des Moustérien. Experten bezeichnen diese Art auch als MTA, ein Moustérien de tradition acheuléenne.
Typologisch älter ist der wesentlich bekanntere Faustkeil von Ludweiler, der 1940 gefunden wurde.